# Tachycixius chevsuretica
Tachycixius chevsuretica är en insektsart som beskrevs av Logvinenko och Neparidze 1971. Tachycixius chevsuretica ingår i släktet Tachycixius och familjen kilstritar. Inga underarter finns listade i Catalogue of Life.